# Kees Stip

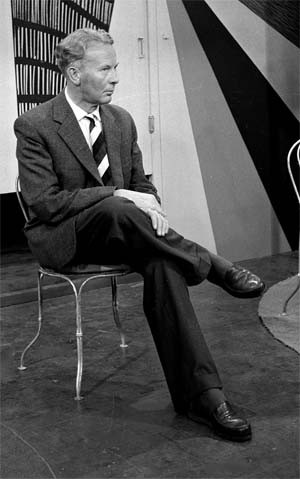
Kees Stip (ongedateerde foto)

Cornelis Jan (Kees) Stip (Veenendaal, 25 augustus 1913 – Winschoten, 27 juni 2001) was een Nederlands puntdichter. Hij bediende zich van veel pseudoniemen, daaronder Trijntje Fop en Chronos Katrijn, McMesser en Nike.

## Biografie
Stip studeerde klassieke talen aan de Rijksuniversiteit Utrecht en was lid van studentenvereniging Unitas waar hij Albert Alberts, Leo Vroman en Anton Koolhaas leerde kennen. In de Tweede Wereldoorlog werd een gedicht van hem anoniem en illegaal verspreid:
Dieuwertje Diekema, een persiflage op het gedicht Mária Lécina (1932) van de dichter J.W.F. Werumeus Buning.
Na de oorlog werkte Stip als tekstschrijver bij de Legervoorlichtingsdienst en de Rijksvoorlichtingsdienst. Van 1951 tot 1979 was hij redactielid van het Polygoon-bioscoopjournaal.
In 1950 maakte Stip een dichtbundel, Vijf variaties op een misverstand, over de noodlottigheden van Pyramus en Thisbe, in de stijl van vijf Nederlandse auteurs: Speenhoff, Jan Prins, Nijhoff, Gorter en Vondel.
In 1961 trouwt hij in Londen met Marie Amélie Hubertine Hélène (Katja) Weijnen.

### Trijntje Fop
Vanaf 1951 schreef hij onder het pseudoniem Trijntje Fop (ontleend aan een van de dichtende klasgenoten van Woutertje Pieterse) dierenversjes voor de Volkskrant. In de loop der jaren schreef hij er vele honderden, die in diverse bladen en bundels werden gepubliceerd. Ook leverde hij teksten aan Wim Kan.
Een grote verzameling "Trijntje Fops" verscheen in 1988 onder de titel Het Grote Beestenfeest. De dierenversjes zijn bijzonder vormvast. Er wordt nooit met het metrum gesmokkeld: de versregels hebben zonder uitzondering vier heffingen. Het rijmschema is zonder uitzondering AABBCC (het zg. gepaard rijm). Net als in een limerick wordt meestal ergens in het vers, vaak in de eerste regel, een plaatsnaam genoemd. De meeste Trijntje Fops bestaan uit zes regels; af en toe zijn het er acht en bij uitzondering een nog hoger even aantal. Er bestaat er ook een van twee regels. Af en toe bevatten de laatste regels een ouderwets geformuleerde pseudo-moraal.
De verzamelde gedichten (inclusief de "Trijntje Fops") van Kees Stip verschenen in 1993 onder de titel Lachen in een leeuw. Deze laatste titel is ontleend aan het Trijntje Fop-gedicht "Op een spreeuw".
Voor het gedicht "Op een bok" (uit Het Grote Beestenfeest) is een standbeeld gemaakt. Sinds 1978 staat te Siddeburen een stenen bok met het versje op de sokkel (de Siddebuurster Bok). Aanvankelijk stond het aan de Oudeweg; later is het verplaatst naar de hoek van de Poststraat/Lougpadje in Siddeburen.

## Kees Stip Prijs
In 1985 stelde het literaire tijdschrift De Tweede Ronde de Kees Stip Prijs in voor light verse. De winnaar ontvangt een bokaal met als inscriptie een kwatrijn van de vorige winnaar van de Kees Stip 
Prijs. 
- 1985 -  Kees Stip
- 1986 - Drs. P
- 1987 - Driek van Wissen
- 1988 - Jan Boerstoel
- 1989 - Ivo de Wijs
- 2000 - Patty Scholten
- 2003 - Kees Jiskoot
- 2005 - Frank van Pamelen
- 2012 - Jaap van den Born
- Marko Fondse[bron?]